# التنظيم (المغرب)

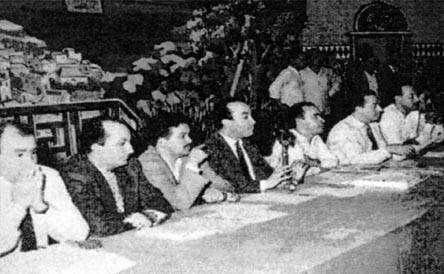
صورة لقادة الاتحاد الإشتراكي، وسط الصورة حاملا الميكروفون عبد الرحمن اليوسفي، وعلى يساره أحد أبرز قادة التنظيم، الفقيه البصري

في المغرب، التنظيم كان هو الجناح الراديكالي من حزب الاتحاد الوطني للقوات الشعبية وكان يتبنى الخطاب الثوري في بداية السبعينيات. أبرز ما عُرف به التنظيم كان هو التخطيط لأحداث مولاي بوعزة سنة 1973.

## السياق التاريخي لتأسيس التنظيم
اعتبر استقلال المغرب سنة 1956 غير كاملا وعرف عدة أزمات خلال مرحلة تكوين دولة ما بعد الاستقلال. إذ اعتبر البعض عملية القضاء على جيش التحرير رغم عدم استكمال الاستقلال عملية غير صائبة، خاصة وأنه كان يتم اقحام عناصر جيش التحرير ضمن الجيش الملكي المكون حديثا، والذي كان فيه كذلك عناصر كانوا جنودا في جيش الاستعمار الفرنسي أو الاسباني.
زادت الأوضاع تأزما بعد محاولات الانقلاب في 1971 و1972

## أبرز عناصره
من أبرز عناصر التنظيم وقادته:
- محمد البصري المعروف ب الفقيه البصري
- محمد بنونة الملقب ب محمود
- عمر دهكون
- سيدي حمو عبد الحليم
- إبراهيم النمري الملقب بالتيزنيتي
- إبراهيم أوشلح [1]

## محاكمة القنيطرة 1973
بعد فشل أحداث مولاي بوعزة، اعتقلت الشرطة أغلب الأعضاء الذين لم يتوفوا وحكمت بالإعدام على عدد كبير منهم، ونفذ الإعدام يوم عيد الأضحى.